# دوون ساوا
دوون ادوارد ساوا (به انگلیسی: Devon Edward Sawa) بازیگر کانادایی و متولد ۷ سپتامبر ۱۹۷۸ در ونکوور است.
وی بیشتر به خاطر حضور در فیلم‌های مقصد نهایی ۱، تنبل‌ها، دیوانه، دست‌های بیکار، مکانی خشک و خنک، گناهکار و نقشه فرار: ایستگاه شیطان مشهور است. او همچنین در موزیک ویدیوی استن امینم در نقش استنلی بازی کرد